# VALON
「VALON」（ヴァロン）は、Ilmari×Salyuのシングルである。2004年4月21日発売。発売元はワーナーミュージック・ジャパン。

## 概要
- RIP SLYMEのILMARIとSalyuによるデュエットソング。Salyu名義でのCDはこれが初となる。
- 後に、Salyuが、デビュー・シングル「VALON-1」として歌われている。
- タイトルはフィンランド語で「光の中へ」を意味する。
- CD EXTRA仕様で「VALON」のPVを収録。
- PV監督はTANGE×UCHIYAMA。

## 収録曲
1. VALON(5:45)
作詞・作曲：小林武史・Ilmari、編曲：小林武史
2. VALON (～mold mix～)(5:34)

## 収録アルバム
- Salyu『Merkmal』（2008年11月26日）
初回限定盤Bのみ収録